# Lauseck
Lauseck byla gotická obranná hranolová věž v Českých Budějovicích. Pojmenování pochází po jejím majiteli.

## Podoba a historie
Stála v současné Mlýnské ulici nedaleko Předního mlýna (dnešní hotel Budweis) v tehdejším zadním traktu Panské ulice (za dnešním domem Panská 169/12). Předpokládá se, že vznikla v polovině 14. století. Původní gotickou podobu zachycuje Willenbergova veduta Českých Budějovic z roku 1602. V roce 1639 za Třicetileté války došlo k celkové přestavbě a zvýšení při posilování obranných struktur města. K odstranění věže a k ní přiléhajícího domu došlo v 70. letech 19. století. Důvodem mělo být budování nové kanalizační sítě. Z gotických obranných věží v Českých Budějovicích byla odstraněna jako jedna z prvních.